# Macrodontogobius wilburi
Macrodontogobius wilburi és una espècie de peix de la família dels gòbids i de l'ordre dels perciformes.

## Morfologia
- Els mascles poden assolir 6,5 cm de longitud total.
- Nombre de vèrtebres: 26.[1][2]

## Hàbitat
És un peix marí, de clima tropical i associat als esculls de corall que viu entre 0-20 m de fondària.

## Distribució geogràfica
Es troba des de les Seychelles fins a Oceania, incloent-hi la Micronèsia.

## Observacions
És inofensiu per als humans.